# Circuit de la Sarthe 2005
Il Circuit de la Sarthe 2005, cinquantatreesima edizione della corsa, si svolse dal 5 all'8 aprile su un percorso di 673 km ripartiti in 4 tappe (la seconda suddivisa in due semitappe), con partenza a Saint-Hilaire-de-Riez e arrivo a Le Mans. Fu vinto dal francese Sylvain Chavanel della Cofidis davanti al tedesco Markus Fothen e all'ucraino Volodymyr Bileka.

## Tappe
| Tappa  | Data     | Percorso                            | km    | Vincitore di tappa | Leader cl. generale |
| ------ | -------- | ----------------------------------- | ----- | ------------------ | ------------------- |
| 1ª     | 5 aprile | Saint-Hilaire-de-Riez > Varades     | 197,2 | Anthony Ravard     | Anthony Ravard      |
| 2ª-1ª  | 6 aprile | Varades > Angers                    | 92    | Andy Flickinger    | Anthony Ravard      |
| 2ª-2ª  | 6 aprile | Angers > Angers (cron. individuale) | 8,8   | Florent Brard      | Sylvain Chavanel    |
| 3ª     | 7 aprile | Angers > Sablé-sur-Sarthe           | 195,4 | Damien Nazon       | Sylvain Chavanel    |
| 4ª     | 8 aprile | Sablé-sur-Sarthe > Le Mans          | 180   | Sylvain Chavanel   | Sylvain Chavanel    |
| Totale | Totale   | Totale                              | 673   |                    |                     |

## Dettagli delle tappe

### 1ª tappa
- 5 aprile: Saint-Hilaire-de-Riez > Varades – 197,2 km

| Pos. | Corridore      | Squadra         | Tempo    |
| ---- | -------------- | --------------- | -------- |
| 1    | Anthony Ravard | Bouygues        | 4h38'17" |
| 2    | Andris Naudužs | Naturino        | s.t.     |
| 3    | Damien Nazon   | Crédit Agricole | s.t.     |

| Pos. | Corridore      | Squadra  | Tempo    |
| ---- | -------------- | -------- | -------- |
| 1    | Anthony Ravard | Bouygues | 4h38'17" |
| 2    | Giairo Ermeti  | Miche    | a 1"     |
| 3    | Andris Naudužs | Naturino | a 4"     |

### 2ª tappa - 1ª semitappa
- 6 aprile: Varades > Angers – 92 km

| Pos. | Corridore       | Squadra           | Tempo    |
| ---- | --------------- | ----------------- | -------- |
| 1    | Andy Flickinger | AG2R              | 2h06'31" |
| 2    | Fabio Borghesi  | Miche             | s.t.     |
| 3    | Pieter Mertens  | Chocolade Jacques | s.t.     |

| Pos. | Corridore       | Squadra  | Tempo    |
| ---- | --------------- | -------- | -------- |
| 1    | Anthony Ravard  | Bouygues | 6h44'48" |
| 2    | Giairo Ermeti   | Miche    | s.t.     |
| 3    | Andy Flickinger | AG2R     | s.t.     |

### 2ª tappa - 2ª semitappa
- 6 aprile: Angers > Angers (cron. individuale) – 8,8 km

| Pos. | Corridore        | Squadra      | Tempo  |
| ---- | ---------------- | ------------ | ------ |
| 1    | Florent Brard    | Agritubel    | 10'33" |
| 2    | Sylvain Chavanel | Cofidis      | a 2"   |
| 3    | Markus Fothen    | Gerolsteiner | a 7"   |

| Pos. | Corridore             | Squadra      | Tempo    |
| ---- | --------------------- | ------------ | -------- |
| 1    | Sylvain Chavanel      | Cofidis      | 6h55'33" |
| 2    | Markus Fothen         | Gerolsteiner | a 5"     |
| 3    | José Alberto Martínez | Agritubel    | a 8"     |

### 3ª tappa
- 7 aprile: Angers > Sablé-sur-Sarthe – 195,4 km

| Pos. | Corridore      | Squadra           | Tempo    |
| ---- | -------------- | ----------------- | -------- |
| 1    | Damien Nazon   | Crédit Agricole   | 4h35'50" |
| 2    | Andris Naudužs | Naturino          | s.t.     |
| 3    | Pieter Mertens | Chocolade Jacques | s.t.     |

| Pos. | Corridore             | Squadra      | Tempo     |
| ---- | --------------------- | ------------ | --------- |
| 1    | Sylvain Chavanel      | Cofidis      | 11h31'23" |
| 2    | Markus Fothen         | Gerolsteiner | a 5"      |
| 3    | José Alberto Martínez | Agritubel    | a 8"      |

### 4ª tappa
- 8 aprile: Sablé-sur-Sarthe > Le Mans – 180 km

| Pos. | Corridore        | Squadra           | Tempo    |
| ---- | ---------------- | ----------------- | -------- |
| 1    | Sylvain Chavanel | Cofidis           | 4h26'01" |
| 2    | Markus Fothen    | Gerolsteiner      | a 53"    |
| 3    | Volodymyr Bileka | Discovery Channel | s.t.     |

| Pos. | Corridore        | Squadra           | Tempo     |
| ---- | ---------------- | ----------------- | --------- |
| 1    | Sylvain Chavanel | Cofidis           | 15h57'13" |
| 2    | Markus Fothen    | Gerolsteiner      | a 1'03"   |
| 3    | Volodymyr Bileka | Discovery Channel | a 1'11"   |

## Classifiche finali

### Classifica generale
| Pos. | Corridore             | Squadra           | Tempo     |
| ---- | --------------------- | ----------------- | --------- |
| 1    | Sylvain Chavanel      | Cofidis           | 15h57'13" |
| 2    | Markus Fothen         | Gerolsteiner      | a 1'03"   |
| 3    | Volodymyr Bileka      | Discovery Channel | a 1'11"   |
| 4    | Dmitriy Muravyev      | Crédit Agricole   | a 1'46"   |
| 5    | José Alberto Martínez | Agritubel         | a 2'09"   |
| 6    | Tomas Vaitkus         | Ag2r Prévoyance   | a 2'14"   |
| 7    | Eddy Seigneur         | R.A.G.T. Semences | a 2'15"   |
| 8    | Laurent Brochard      | Bouygues Télécom  | a 2'16"   |
| 9    | Michael Barry         | Discovery Channel | a 2'19"   |
| 10   | Jan Ullrich           | T-Mobile          | a 2'20"   |